# Cambarincola inversa
Cambarincola inversa är en ringmaskart som beskrevs av Ellis 1919. Cambarincola inversa ingår i släktet Cambarincola och familjen Cambarincolidae. Inga underarter finns listade i Catalogue of Life.